# Канлі Няоняо
Канлі Няоняо (康里巎巎, 1295 — 1345) — китайський каліграф тюркського походження часів династії Юань.

## Життєпис
Родила походила із Середньої Азії. Прибула разом із монгольськими завойовниками до Китаю. Народився у 1295 році. Про його молоді роки мало відомостей. Канлі здобув освіту у державному училищі, а потім у академії Ханьлінь. Відзначився завзяттям у вивченні каліграфії. При монгольському дворі завідував бібліотекою і був хранителем колекції каліграфії та живопису. Помер у 1345 році у столиці імперії Даду.

## Творчість
За життя Канлі досяг у каліграфії популярності не меншої, ніж Чжао Менфу. Сучасники казали: «На півдні Чжао, на півночі Няо». Щодня прописував по 3 тисяч ієрогліфів і не зупинявся навіть тоді, коли його сили закінчувалися. Його талант проявився у статуті, напівстатуті та скорописі. Канлі намагався відновити моду на ханьский стиль почерку чжанцао, в якому остання риса прописується з додатковим зусиллям. Цей вибір, з одного боку, стверджував каліграфа в його причетності до китайської традиції, а з іншого — був надмірно консервативний і не вписувався в загальну динаміку розвитку китайської культури, а тому не отримав широкого відгуку.
Одним з найкращих творів Канлі Няоняо у почерку сінцао вважається сувій з віршами Лі Бо «Лі Бо гу фен ши цзюань» із зібрання Токійського національного музею. Пензель Канлі рухається стрімко і навіть різко, але за рахунок гарного центрування його кінчика риси виходять округлими, пружними і міцними. Китайські автори відзначають силу і ритмічне багатство його каліграфічної пластики.